# Робинзон Крузо (филм, 1997)
 Тази статия е за филма от 1997 г..  За други значения вижте Робинзон Крузо.  
Робинзон Крузо е филм от 1997 г. на режисьорите Род Харди и Джордж Т. Милър. В главната роля участва Пиърс Броснан. Филмът е адаптация на класическия едноименен роман на Даниел Дефо.

## Актьори
- Пиърс Броснан като Робинзон Крузо
- Уилям Такаку като Ман Фрайдей
- Поли Уокър като Мери Макгрегър
- Иън Харт като Даниел Дефо
- Джеймс Фрейн като Робърт, издателят на Дефо
- Деймиън Люис като Патрик Конър
- Бен Робъртсън като Джеймс, братът на Патрик
- Мартин Грейс като капитан Брага
- Шон Броснан като Кабин Бой
- Лизет Антъни като г-жа Крузо
- Тим Макмулиън като втория на Крузо
- Мал Тобиас като втория на Патрик Конър
- Джим Кларк като капитан на робски кораб